# 어리석음
어리석음은 판단력 부족, 우둔함, 완고함 등으로 인해 이유에 따라 행동하지 못하거나 실패하는 것이다. 충동성 및 영향력과 같은 것들은 합리적인 결정을 내리는 사람의 능력에 영향을 미칠 수 있다. 명백한 어리석음의 다른 이유에는 순진함, 속기 쉬움, 쉽게 잘 믿음 등이 포함된다.

## 개념
1995년 안드레아스 맥커(Andreas Maercker)는 어리석음이란 괴로움과 짜증을 유발할 수 있는 완고하고 독단적이며 융통성 없는 사고라고 정의했다. 이는 전지(omniscience), 전능(omnipotence), 불가침(inviolence)과 같은 장대함의 환상의 기초로 간주된다.
잠언에 나오는 몇몇 구절은 어리석음의 특징을 이야기한다.

## 같이 보기
- 우신예찬